# Pierre Turgeon
Pierre Turgeon (ur. 28 sierpnia 1969 w Rouyn-Noranda, Quebec) – kanadyjski hokeista.
Jego brat Sylvain (ur. 1965) i syn Dominic (ur. 1996) także zostali hokeistami.

## Kariera
- Granby Bisons (1985–1987)
  -  Team Canada (1985–1986)
- Buffalo Sabres (1987–1991)
- New York Islanders (1991–1995)
- Montreal Canadiens (1995–1996)
- St. Louis Blues (1996–2001)
- Dallas Stars (2001–2004)
- Colorado Avalanche (2005–2007)

Po dwóch sezonach w juniorskiej lidze QMJHL, w drafcie NHL z 1987 został wybrany przez Buffalo Sabres z numerem 1. Łącznie w lidze NHL grał w sześciu klubach. Rozegrał 19 sezonów, w tym 1403 mecze (uzyskał 1424 punkty za 550 goli i 874 asysty).
We wrześniu 2007 zakończył karierę.

## Sukcesy
Klubowe
- Mistrzostwo dywizji NHL: 2000 z St. Louis Blues, 2003 z Dallas Stars
- Presidents’ Trophy: 2000 z St. Louis Blues

Indywidualne
- Michel Bergeron Trophy – najlepszy ofensywny pierwszoroczniak QMJHL: 1986
- Mike Bossy Trophy – najlepiej zapowiadający się profesjonalista QMJHL: 1987
- NHL All-Star Game: 1990, 1993, 1994, 1996, 2000
- NHL (1992/1993): Lady Byng Memorial Trophy